# Internationale Gesundheitsvorschriften

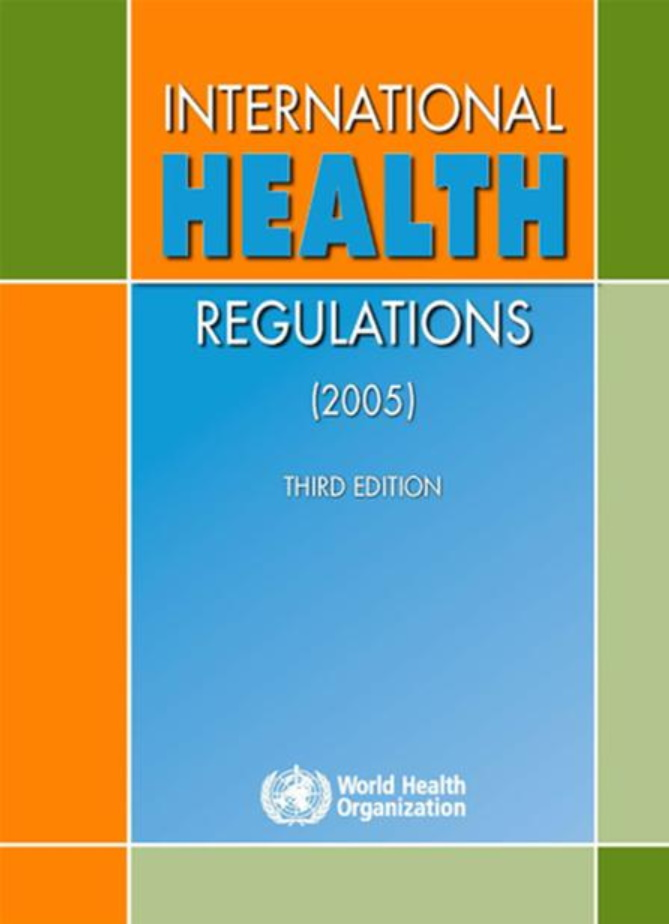
IHR (2005)

Die Internationalen Gesundheitsvorschriften (IGV) (englisch International Health Regulations (IHR)) sind völkerrechtlich bindende Vorschriften der Weltgesundheitsorganisation (WHO), um die grenzüberschreitende Ausbreitung von Krankheiten zu verhüten und zu bekämpfen.

## Geschichte
Sie wurden am 25. Juli 1969 in Boston unterzeichnet und traten am 1. Januar 1971 in Kraft. Sie gehen zurück auf die Internationale Sanitätskonvention (Venedig, 1892). Am 23. Mai 2005 wurden sie in Genf von der 58. Weltgesundheitsversammlung im Hinblick auf die zunehmende Globalisierung und internationale Verbreitung von Infektionskrankheiten wie dem Schweren Akuten Atemwegssyndrom (SARS) novelliert. Die neue Fassung trat am 15. Juni 2007 in Kraft.
Nach IHR (2005) müssen alle Länder in der Lage sein, Folgendes zu tun:
Erkennen: die Länder stellen sicher, dass Überwachungssysteme und Labors potenzielle Bedrohungen erkennen können
Bewertung: die Länder arbeiten mit anderen Ländern zusammen, um Entscheidungen in Notfällen im Bereich der öffentlichen Gesundheit zu treffen
Bericht: die Länder melden bestimmte Krankheiten sowie potenzielle internationale Notfälle im Bereich der öffentlichen Gesundheit durch Teilnahme an einem Netzwerk nationaler Anlaufstellen
Reagieren: die Länder reagieren auf Ereignisse im Bereich der öffentlichen Gesundheit
Die Vorschriften regeln das Berichtswesen der Staaten an die WHO, ihre Umsetzung in den Mitgliedstaaten, die Einschränkung der sanitären Maßnahmen gegenüber Reisenden, die Maßnahmen bei Frachttransporten, einzelne Verfahrensweisen bei Pest, Cholera und Gelbfieber sowie Impfbescheinigungen und die Erhebung von Gebühren.

## Inhalt

### Artikel 2 Zweck und Anwendungsbereich
Zweck und Anwendungsbereich der IGV bestehen darin, „die grenzüberschreitende Ausbreitung von Krankheiten zu verhüten und zu bekämpfen, davor zu schützen und dagegen Gesundheitsschutzmaßnahmen einzuleiten, und zwar auf eine Art und Weise, die den Gefahren für die öffentliche Gesundheit entspricht und auf diese beschränkt ist und eine unnötige Beeinträchtigung des internationalen Verkehrs und Handels vermeidet“.

### Artikel 3 Grundsätze
(1) Die Durchführung dieser Vorschriften erfolgt unter uneingeschränkter Achtung der Würde des Menschen, der Menschenrechte und der Grundfreiheiten.
(2) Die Durchführung dieser Vorschriften richtet sich nach der Charta der Vereinten Nationen und der Satzung der Weltgesundheitsorganisation.
(3) Die Durchführung dieser Vorschriften ist auf das Ziel ihrer weltweiten Anwendung zum Schutz der Weltbevölkerung vor der grenzüberschreitenden Ausbreitung von Krankheiten ausgerichtet.
(4) Die Staaten haben im Einklang mit der Charta der Vereinten Nationen und den Grundsätzen des Völkerrechts das souveräne Recht, bei der Verfolgung ihrer jeweiligen Gesundheitspolitik Gesetze zu erlassen und durchzuführen. Dabei sollen sie dem Ziel dieser Vorschriften Rechnung tragen.

### Artikel 12 Feststellung einer gesundheitlichen Notlage internationaler Tragweite
(1) Der Generaldirektor stellt auf der Grundlage der erhaltenen  Informationen – insbesondere derjenigen des Vertragsstaats, in dessen Hoheitsgebiet ein Ereignis eingetreten ist fest, ob ein Ereignis eine gesundheitliche Notlage von internationaler Tragweite nach den in diesen Vorschriften enthaltenen Kriterien und Verfahren darstellt.
Das in der  Anlage 2 enthaltene Entscheidungsschema führt folgende 3 Kriterien dazu auf:
- ungewöhnliches oder unerwartetes Auftreten bestimmter dort genannter Krankheiten

(Pocken, Poliomyelitis durch Wildtyp Poliovirus, humane Influenza verursacht durch einen neuen Subtyp des Virus, Schweres Akutes Atemwegssyndrom (SARS))
- Ereignisse, die von internationaler Tragweite für die öffentliche Gesundheit sein können

(grenzüberschreitende Ausbreitung, Beschränkung internationaler Reisen oder des internationalen Handels)
- Ereignisse, die bestimmte Krankheiten mit sich bringen.

(schwerwiegende Auswirkung auf die öffentliche Gesundheit)

### Artikel 43 Zusätzliche Gesundheitsmaßnahmen
(1) Diese Vorschriften hindern Vertragsstaaten nicht daran, in Übereinstimmung mit ihren einschlägigen innerstaatlichen Rechtsvorschriften und ihren völkerrechtlichen Verpflichtungen als Reaktion auf bestimmte Gefahren für die öffentliche Gesundheit oder gesundheitliche Notlagen von internationaler Tragweite Gesundheitsmassnahmen durchzuführen, die:
a) das gleiche oder ein höheres Maß an Gesundheitsschutz wie WHO-Empfehlungen erreichen; oder
b) sonst nach Artikel 25, Artikel 26, Artikel 28 Absätze 1 und 2, Artikel 30, Artikel 31 Absatz 1 Buchstabe c und Artikel 33 verboten sind, vorausgesetzt, diese Maßnahmen entsprechen im Übrigen diesen Vorschriften.
Derartige Maßnahmen dürfen den internationalen Verkehr nicht stärker beeinträchtigen und für Personen nicht invasiver oder störender sein als unter vertretbarem Aufwand verfügbare Alternativen, die ein angemessenes Mass an Gesundheitsschutz erreichen würden.
(2) Bei der Entscheidung, ob die in Absatz 1 genannten Gesundheitsmassnahmen oder zusätzliche Gesundheitsmassnahmen nach Artikel 23 Absatz 2, Artikel 27 Absatz 1, Artikel 28 Absatz 2 und Artikel 31 Absatz 2 Buchstabe c durchgeführt werden, richten sich die Vertragsstaaten nach:
a) wissenschaftlichen Grundsätzen;
b) verfügbaren wissenschaftlichen Erkenntnissen über eine Gefahr für die menschliche Gesundheit, oder – wenn ein solcher Nachweis unzureichend ist – den verfügbaren Informationen, einschließlich solcher der WHO und anderer einschlägiger zwischenstaatlicher Organisationen und internationaler Organe; und
c) verfügbaren spezifischen Anleitungen oder Ratschlägen der WHO.
(3) Ein Vertragsstaat, der zusätzliche Gesundheitsmassnahmen nach Absatz 1 durchführt, die den internationalen Verkehr erheblich beeinträchtigen, liefert der WHO eine auf die öffentliche Gesundheit gestützte Begründung und einschlägige wissenschaftliche Informationen dazu. Die WHO gibt diese Informationen an andere Vertragsstaaten weiter und gibt Informationen über die durchgeführten Gesundheitsmassnahmen weiter. Im Sinne dieses Artikels bedeutet eine erhebliche Beeinträchtigung im Allgemeinen die Verweigerung der Ein- oder Abreise von internationalen Reisenden, Gepäck, Fracht, Containern, Beförderungsmitteln, Gütern und dergleichen oder ihre Verzögerung um mehr als 24 Stunden.

## Deutschland
Der Deutsche Bundestag hat mit Wirkung zum 28. Juli 2007 den Internationalen Gesundheitsvorschriften (2005) (IGV) zugestimmt. Am 29. März 2013 ist das IGV-Durchführungsgesetz (IGV-DG) in Kraft getreten. Damit wurden die IGV in deutsches Recht implementiert.
Das für Deutschland geltende "Gesetz zu den Änderungen vom 1. Juni 2024 der Internationalen Gesundheitsvorschriften (2005) (IGV)" besagt - in der Entwurfsfassung:
"Durch dieses Gesetz in Verbindung mit den Internationalen Gesundheitsvorschriften werden die Grundrechte der körperlichen Unversehrtheit (Artikel 2 Absatz 2 Satz 1 des Grundgesetzes), der Freiheit der Person (Artikel 2 Absatz 2 Satz 2 des Grundgesetzes), des Brief- und Postgeheimnisses (Artikel 10 des Grundgesetzes) und der Freizügigkeit (Artikel 11 Absatz 1 des Grundgesetzes) eingeschränkt."
Die nach Art. 4 Abs. 1 IGV zuständige nationale IGV-Anlaufstelle ist das Gemeinsames Melde- und Lagezentrum in Bonn (§ 3 IGV-DG), das eng mit dem Robert Koch-Institut kooperiert.